# 那智站
那智站（日语：／ Nachi eki */?）是位於和歌山縣東牟婁郡那智勝浦町，屬於西日本旅客鐵道（JR西日本）的紀勢本線（紀國線）車站。事務管號碼為▲622043。
此站曾經為那智觀光地點的玄關口，現時玄關口轉移至紀伊勝浦站，特急通過此站。在1984年2月前，寢台特急「紀伊」、部分特急「南紀」均停此站。此外，近年的特急「黑潮」也會臨時停此站。

## 歷史

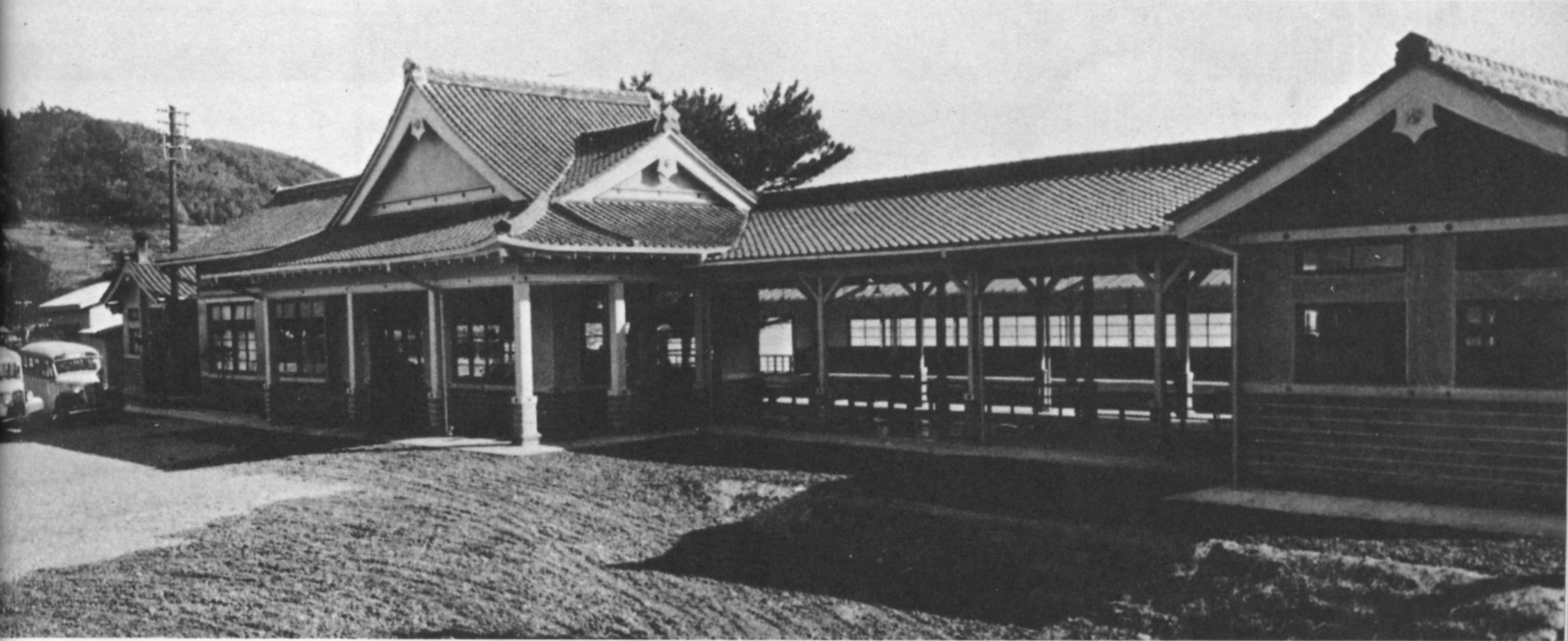
在重建期間的第2代車站大樓(1937年)

- 1912年（大正元年）12月4日 - 新宮鐵道（日语：新宮鉄道）三輪崎站至勝浦站（現時為紀伊勝浦站）之間開通，此站啟用[1]。
- 1934年（昭和9年）7月1日 - 新宮鐵道國有化，成為國鐵紀勢中線的車站[1]。
- 1936年（昭和11年）12月 - （現時）第2代車站大樓竣工。
- 1940年（昭和15年）8月8日 - 江住站至串本站之間開通，同時路線改名為紀勢西線[1]。
- 1959年（昭和34年）7月15日 - 三木里站至新鹿站之間開通，同時路線改名為紀勢本線[1]。
- 1985年（昭和60年）3月14日 - 成為無人車站[5]。
- 1987年（昭和62年）4月1日 - 伴隨國鐵分割民營化，車站由西日本旅客鐵道（JR西日本）營運[1]。
- 1998年（平成10年）8月 - 車站大樓內設置町營的那智站交流中心。
- 2005年（平成17年）12月7日 - 紀伊勝浦出發往新宮的上行普通列車沒有進入月台停車，列車進入了安全側線，在進入碎石後使列車停止。在此事故發生後路線暫停服務，使時間表發生混亂，沒有造成傷亡[6]。

## 車站構造
車站設有2面2線的相對式月台，可進行列車交會的地面車站。車站大樓位於1號月台側，月台之間設有行人隧道連接。2號月台旁邊為那智丹敷浦（那智海水海灘，別名「藍色沙灘那智」），在月台上可望見沙灘。
在1936年（昭和11年）12月，第2代車站大樓竣工，大樓模仿熊野那智大社，為神社風格的設計。車站雖然是無人車站，在1998年（平成10年）8月，大樓加建那智勝浦町營的那智站交流中心。那智站交流中心設有2層，第1層是休閒空間，設有按摩椅和飲品售賣機的休息室，也設有售賣當地農產品和特產品的商店。在第2層為町營溫泉「丹敷之湯」（費用為成人600日圓，兒童300日圓）。
車站為無人車站，由新宮站管理。

### 月台
| 月台 | 路線   | 方向                           |
| ---- | ------ | ------------------------------ |
| 1    | 紀國線 | 新宮方向                       |
| 2    | 紀國線 | 紀伊勝浦、紀伊田邊、和歌山方向 |

- 以上的路線名是使用旅客資訊上的名稱（愛稱）。

此外，在車站前建立了「山口熊野頌德碑」。山口熊野（日语：山口熊野，1864年－1950年）是和歌山縣議會議員，在1898年（明治31年）當選成為眾議院議員，在國會中提案建設紀勢本線。在1920年（大正9年）決定興建紀勢西線，為紀勢本線開通的功勞者。因此建立此碑以記念山口熊野，碑上的由世耕弘一題字，碑文由鄉土歷史家田原慶吉設計，由古谷丈夫書寫，在1940年（昭和15年）8月6日建立。

## 使用狀況
以下列出近年1日平均乘車人次。
| 年度   | 一日平均 乘車人次 |
| ------ | ----------------- |
| 1998年 | 143               |
| 1999年 | 168               |
| 2000年 | 115               |
| 2001年 | 116               |
| 2002年 | 110               |
| 2003年 | 103               |
| 2004年 | 100               |
| 2005年 | 94                |
| 2006年 | 88                |
| 2007年 | 89                |
| 2008年 | 82                |
| 2009年 | 70                |
| 2010年 | 73                |
| 2011年 | 61                |
| 2012年 | 68                |
| 2013年 | 66                |
| 2014年 | 56                |
| 2015年 | 55                |
| 2016年 | 41                |
| 2017年 | 26                |

## 車站周邊
此站為那智觀光的據點。可在此處沿縣道和那智川前往熊野那智大社、那智瀑布和那智山方向。此外，在夏天時，車站對出的丹敷浦會有沙灘客。
- 赤色海岸
- 那智勝浦町立那智中學
- 補陀洛山寺
- 熊野三所大神社（日语：熊野三所大神社）
- 熊野那智大社
- 青岸渡寺
- 那智瀑布
- 那智山（日语：那智山 (山)）
- 妙法山
- 道之驛那智（日语：道の駅なち）

## 其他
- 此站為近畿車站百選第二回的車站之一。

## 相鄰車站
西日本旅客鐵道
 紀國線（紀勢本線）
宇久井－那智－紀伊天滿

## 注腳
1. 1 2 3 4 5 6  曾根悟（監修）. 朝日新聞出版分冊百科編集部（編集） , 编. . 朝日百科週刊. 25號 紀勢本線、參宮線、名松線. 朝日新聞出版. 2010-01-10: 18–21.
2. ↑  日本國有鐵道旅客局(1984)『鉄道・航路旅客運賃・料金算出表 昭和59年４月20日現行』。
3. ↑  電車を降りたらすぐ海 那智駅に特急が臨時停車 夏休みキャンペーン[永久] - 『南紀州新聞、熊野新聞』　2008年7月31日
4. ↑  【復興特別企画】熊野古道　神秘ウォーク　特別版 （页面存档备份，存于） - 『熊野那智世界遺產資訊中心』　2012年4月14日
5. ↑  日本國有鐵道公示S60.3.12公181
6. ↑  .   [2007-09-27]. （原始内容存档于2007-09-27）.
7. ↑  『和歌山縣統計年鑑』及『和歌山縣公共交通機關等資料集』

## 外部連結
- 那智｜車站資訊：JR出門網 - 西日本旅客鐵道
- 那智站交流中心 （页面存档备份，存于）（日語）